# Каран Соні
Каран Соні (англ. Karan Soni) — американський актор індійського походження, відомий за своїми ролями у фільмах «Безпека не гарантується» і "Дедпул ". Він також з'явився в серіалах «Бета», «Інший космос» і «Блант говорить».

## Кар'єра
У 2013 році Соні зіграв в серіалі Amazon Studios «Бета». Серіал був скасований після першого сезону. У 2014 році Соні знімався в рекламних роликах для AT&T. У 2015 році Каран з'явився в серіалі «Інший космос», створеному Полом фігом, в ролі капітана Стюарта Липинський. Цей серіал також був скасований після виходу першого сезону. У цьому ж році він з'явився в епізодах «Мелісси і Джоуї», «Голдберг» і 100 кроків: Встигнути до старшої школи. Також в 2015 році Соні почав зніматися в ролі Мартіна в серіалі Блант говорить поряд з Патріком Стюартом. Серіал був продовжений на другий сезон, прем'єра якого відбулася в 2016 році.
У 2016 році Соні з'явився у фільмі Дедпул в ролі таксиста Допіндера і в фільмі Мисливці за привидами в ролі постачальника піци Бенні.

## Фільмографія

### Кіно
| Рік  | Українська назва            | Оригінальна назва                   | Роль                            | Примітки        |
| ---- | --------------------------- | ----------------------------------- | ------------------------------- | --------------- |
| 2010 |                             | Kaka Nirvana                        | Кемаль                          | короткометражка |
| 2012 | Безпека не гарантується     | Safety Not Guaranteed               | Арно                            |                 |
| 2014 | Перевага                    | Supremacy                           | продавець                       |                 |
| 2015 | Страшилки                   | Goosebumps                          | містер Руні                     |                 |
| 2016 | Дедпул                      | Deadpool                            | Допіндер                        |                 |
| 2016 | Солодке життя               | The Sweet Life                      | продавець                       |                 |
| 2016 | Моно                        | Mono                                | Аміт Чоудурі                    |                 |
| 2016 | Мисливці за привидами       | Ghostbusters                        | Бенні                           |                 |
| 2016 | Новорічний корпоратив       | Office Christmas Party              | Нейт                            |                 |
| 2017 | Розваги дорослих дівчат     | Rough Night                         | Равів                           |                 |
| 2017 | Крамниця єдинорогів         | Unicorn Store                       | Кевін                           |                 |
| 2018 | Дедпул 2                    | Deadpool 2                          | Допіндер                        |                 |
| 2018 | Офісний розковбас           | Office Uprising                     | Мурад                           |                 |
| 2019 | Покемон. Детектив Пікачу    | Pokémon: Detective Pikachu          | Джек                            |                 |
| 2019 | Ти — мій сумнів             | Always Be My Maybe                  | Тоні                            |                 |
| 2020 | Суперінтелект               | Superintelligence                   | Ахмед                           |                 |
| 2020 | Гламурний бізнес            | Like a Boss                         | Джош Тинкер                     |                 |
| 2023 | Людина-павук: Крізь Всесвіт | Spider-Man: Across the Spider-Verse | Павітр Прабхакар / Людина-павук | озвучення       |
| 2024 | Дедпул і Росомаха           | Deadpool & Wolverine                | Допіндер                        |                 |

### Телебачення
| Рік       | Українська назва                        | Оригінальна назва                   | Роль                         | Примітки                            |
| --------- | --------------------------------------- | ----------------------------------- | ---------------------------- | ----------------------------------- |
| 2011      | Захисниця                               | The Protector                       | Кенні                        | епізод: «Safe»                      |
| 2011      | Найгірший випускний                     | Worst. Prom. Ever.                  | Гленн                        | телефільм                           |
| 2012      | Контакт                                 | Touch                               | Рави                         | епізод: «1 + 1 = 3»                 |
| 2012      | Пенсільванія-авеню, 1600                | 1600 Penn                           | невдаха                      | епізод: «Putting Out Fires»         |
| 2012      | Викуси!                                 | Bite Me                             | помічник вчителя             | епізод: «Continue!»                 |
| 2012      | Де ти, Челсі?                           | Are You There, Chelsea?             | Стен                         | епізод: «Sloane's Ex»               |
| 2012-2013 | Сусіди                                  | The Neighbors                       | Аллен                        | 2 епізоду                           |
| 2013      | Третя дружина                           | Trophy Wife                         | випускник                    | епізод: «Pilot»                     |
| 2013      | Великі плани                            | Aim High                            | Мінгеша Дутта                | епізод 2.2                          |
| 2013      | Буває і гірше                           | The Middle                          | Віджай                       | епізод: «Life Skills»               |
| 2013-2014 | Могутні медики                          | Mighty Med                          | Бенні                        | 3 епізоду                           |
| 2013-2014 | Бета                                    | Betas                               | Авинаш «Неш» Дагаві          | 11 епізодів                         |
| 2014      | Путівник по сімейному житті             | Growing Up Fisher                   | Оуен                         | епізод: «Secret Lives of Fishers»   |
| 2015      | Мелісса і Джоуї                         | Melissa & Joey                      | флеш                         | епізод: «Failure to Communicate»    |
| 2015      | інший космос                            | Other Space                         | капітан Стюарт Ліпінські     | 8 епізодів                          |
| 2015      | 100 кроків: Встигнути до старших класів | 100 Things to Do Before High School | студент                      | епізод: «Be a Mad Scientist Thing!» |
| 2015      | Голдбері                                | The Goldbergs                       | Ренді Мескунда               | епізод: «Boy Barry»                 |
| 2015-2016 | Блант говорить                          | Blunt Talk                          | Мартін Бассі                 | 19 епізодів                         |
| 2017      | Фарго                                   | Fargo                               | доктор Гомер Гілрут          | 3 сезон                             |
| 2019      | Чудотворці                              | Miracle Workers                     | Санджей Прінс / Кріс Векслер | Головна роль                        |